# Zamarada musomae
Zamarada musomae là một loài bướm đêm trong họ Geometridae.